# チェイスンズ
チェイスンズまたはチェイセンズ（Chasen's）は、かつてアメリカ合衆国カリフォルニア州ウェスト・ハリウッドに存在したレストランである。ビバリーヒルズとの境に位置するビバリー・ブールバード9039番地に店を構え、映画スター・芸能人、政治家などの要人が頻繁に訪れる有名店であった。1936年に開店して以来、長年アカデミー賞授賞式のアフターパーティーの会場となっていた。
クロリス・リーチマンによるとチリ（チリコンカーン）の味では「世界的に有名」で、エリザベス・テイラーは1963年の『クレオパトラ』をローマで撮影中、チェイスンズのチリを映画のセットまで空輸で取り寄せていた。店の常連の中には独自のブースを持っていた人物もおり、ロナルド・レーガンのブースは、レーガンが夫人のナンシー・デイヴィスにプロポーズした場所であり、現在はロナルド・レーガン大統領図書館に展示されている。

## 歴史と人物

### 開店から閉店まで

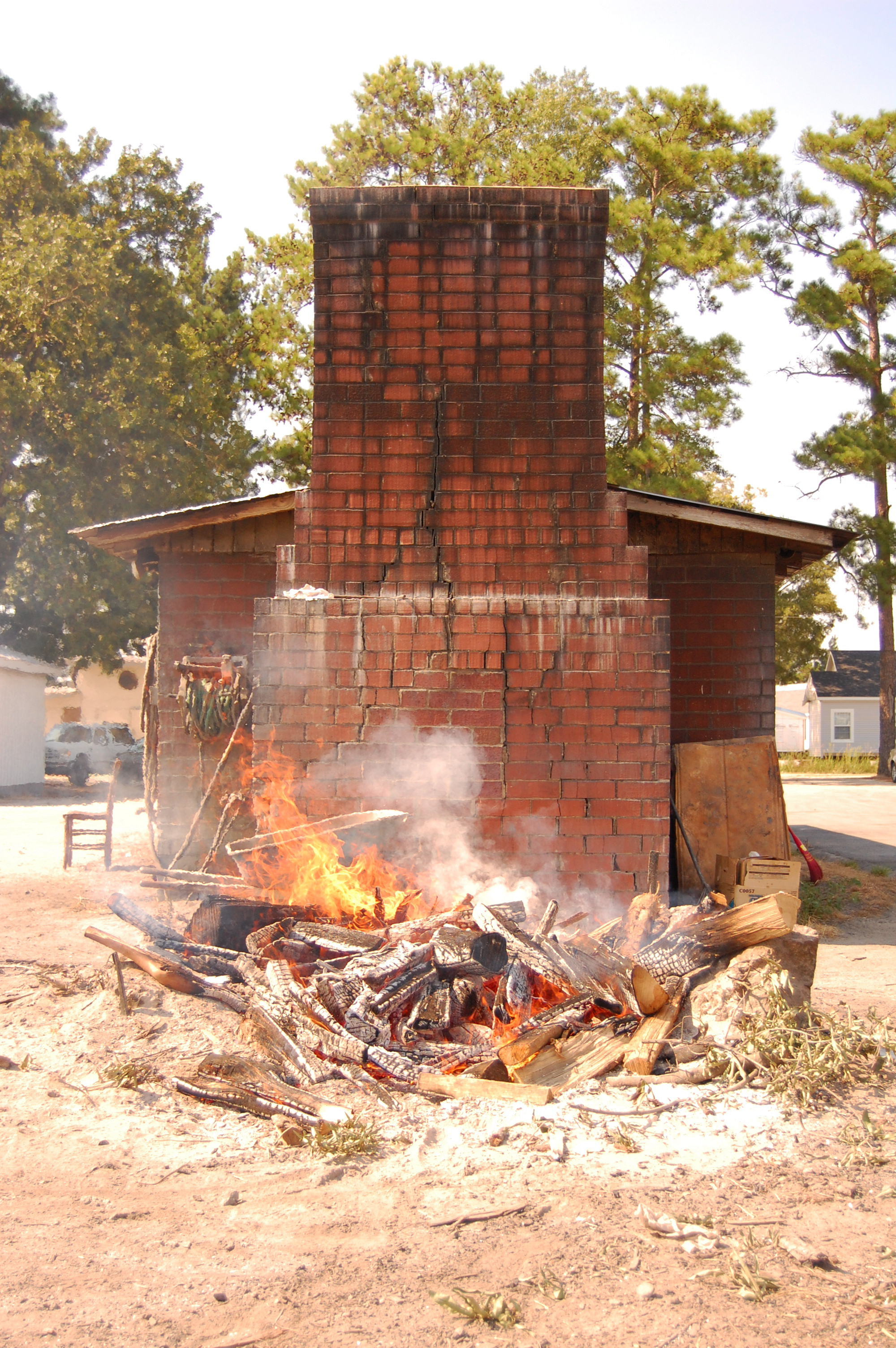
サザーン・スタイルのバーベキュー・ピット（英語版）

1930年のブロードウェイのミュージカル『ファイン・アンド・ダンディ』などでジョー・クックと共演していたヴォードヴィリアンのデイヴ・チェイスン（Dave Chasen）は、ラジオに進出していたクックと別れて映画俳優を目指しハリウッドへ向かった。しかし思惑どおりにはいかず、友人の映画監督・フランク・キャプラに勧められて、1936年12月13日にウェスト・ハリウッドで飲食店を開いた。チェイスンがキャプラの家のキッチンで作りはじめたとされるチリの味は確かなものだったという。当初は「チェイスンズ・サザーン・ピット・バーベキュー（Chasen's Southern Pit Barbecue）」と呼ばれており、6つのテーブルとカウンターでチリやスペアリブ、ハンバーガーなどを提供する店だった。

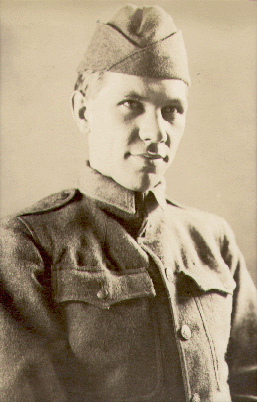
ハロルド・ロス

チェイスンとは友人で『ザ・ニューヨーカー』の創始者・編集者であるハロルド・ロスが、仕事仲間と共同で開業資金3,500ドルを融資した。当初からチェイスンが映画俳優になるのは「望み薄」と考えながらも、放っておけけない性分のロスは仕事の斡旋に奔走させられたあとであり、現実的な道に進めさせたかった。最初は豆畑の敷地内にある掘っ建て小屋に過ぎなかったが、チリの味ですぐに有名になり、ハリウッドスターの間で人気店となった。キャプラは軌道に乗ったレストランの運営のために、銀食器を貸し与える必要が生じた。このころの常連にチャールズ・リンドバーグがいた。

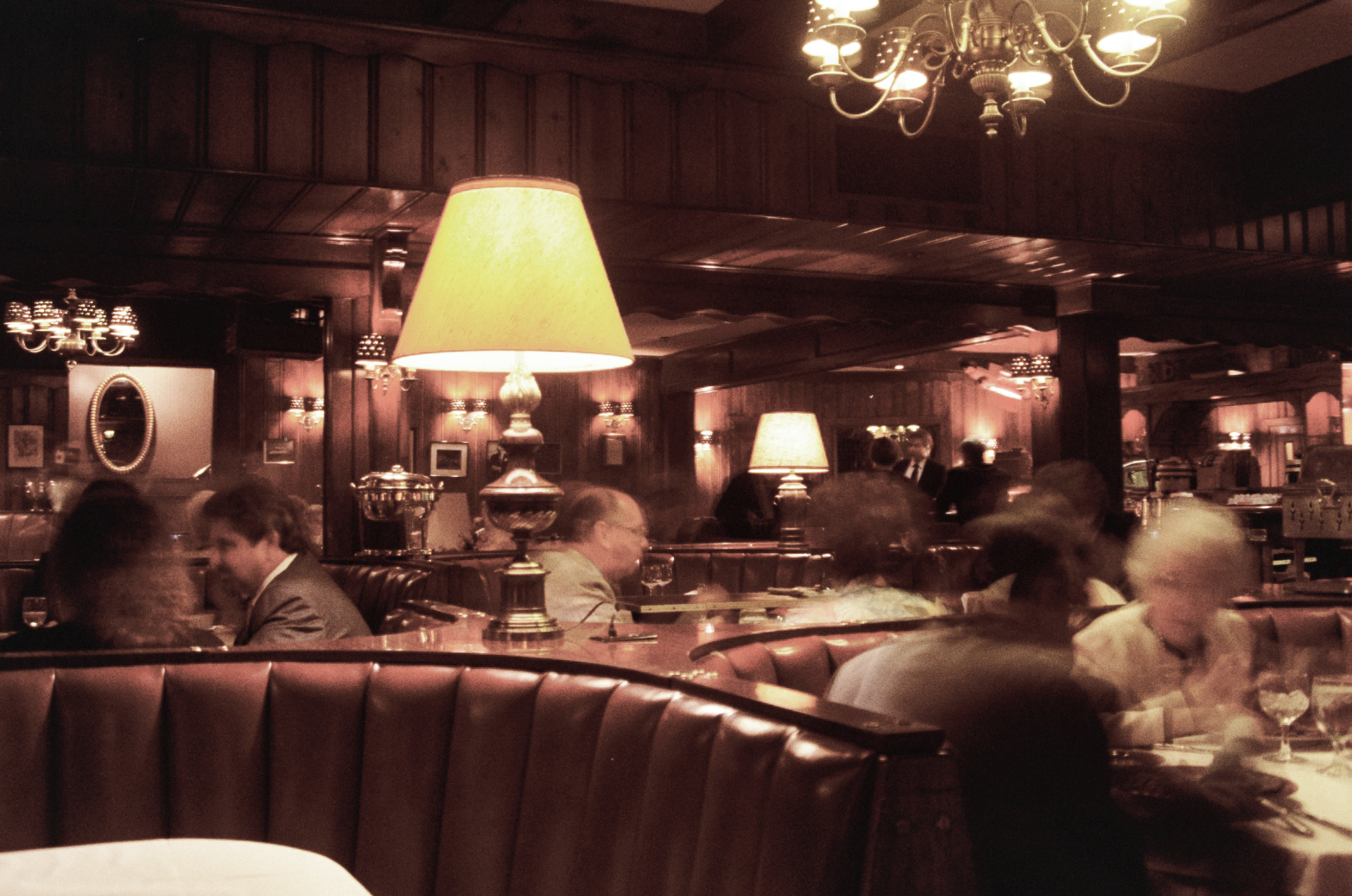
かつての店内の様子。1987年7月

1939年になり、イギリスを去ったアルフレッド・ヒッチコックがハリウッドに到着すると、当時新婚だったクラーク・ゲーブルとキャロル・ロンバードの夫婦は、真っ先にヒッチコックをチェイスンズに招いてもてなし、彼を渡米第一作となる『レベッカ』の監督へと導いた。店の居心地が大層気に入ったヒッチコックは、ブース番号『2』を死去するまでの40年以上にわたって常設とし、木曜には決まってディナーの予約を入れては訪れ、テーブルで居眠りをするのが恒例となっていた。ブースの壁には愛娘のパトリシア・ヒッチコックの写真が飾ってあった。

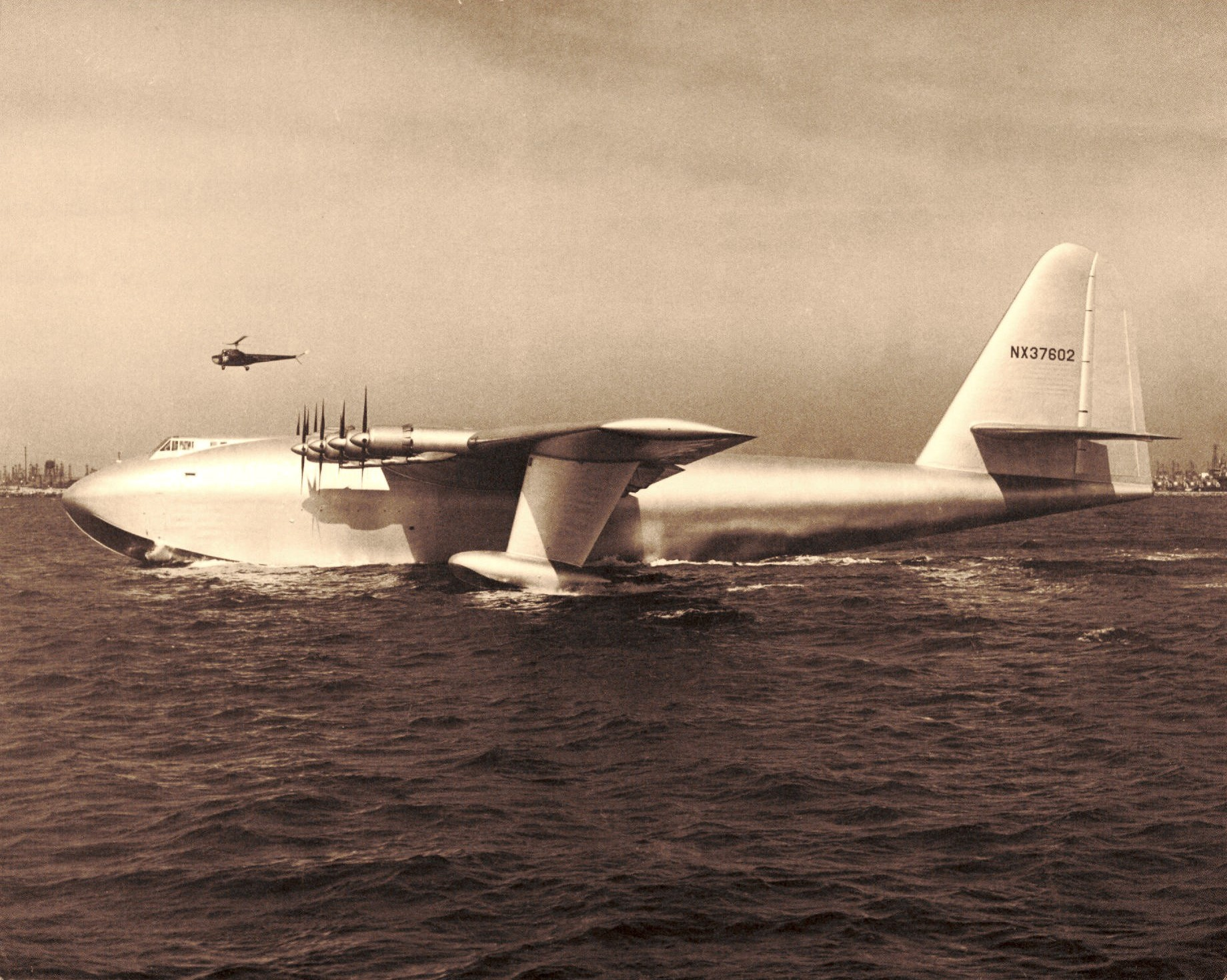
スプルース・グース

実業家で飛行家、ヒューズ・エアクラフトの創設者であるハワード・ヒューズは、1939年にトランスコンチネンタル・アンド・ウエスタン・エアーを買収した際、J・ウィラード・マリオットの「ホット・ショップ」が機内食として納入していた箱入りのサンドイッチに納得がいかず、陶器に盛り付けられたチェイスンズの温かい料理を提供するメニューに切り替えた。かねてより映画プロデューサーでもあったヒューズとチェイスンの取引は続き、チェイスンズは1947年11月2日のスプルース・グースの初飛行を祝うためのパーティー会場になった。晩年は精神に変調をきたして不遇な生涯を終えたヒューズであったが、彼が隠士となってからもチェイスンズは人前に姿を見せる異例の場所の一つになっていたのではないかと店側は考えていた。テニスシューズ履きで訪れるなど店の厳格なドレスコードに従わずとも、彼だけは特別に許可されたという。彼の資金力に物を言わせた奇行は後述のウォーターゲート事件への関与に繋がる。
キャロル・バーネットは1967年から1978年まで続いたバラエティの冠番組『キャロル・バーネット・ショー』の収録後、金曜日の夜にゲスト出演者をチェイスンズでディナーに招いていた。
チェイスンズの客層の変わったところでは、ある夜、連邦捜査局（FBI）初代長官・ジョン・エドガー・フーヴァーが客として来ているのを見かけると、他のテーブルには大物ギャングのミッキー・コーエンが居たなどという話が残されている。フーヴァーはかなりの常連だったとされ、ある時、チェイスンが手にしたグラスから採取した指紋を磁器にプリントし、本人へのクリスマスプレゼントに贈ったことがあったという。
チェイスンズではクレジットカードや小切手（checks）での支払いを受け付けていなかった。ロサンゼルスの地元紙を渡り歩いたベテランのジャーナリストで、1958年からはロサンゼルス・タイムズのコラムニストで知られていたジャック・スミスは、晩年にウェスト・ハリウッドの飲食店でこの実状に何度か出くわしたと回想し、1992年に連載中のコラムで取り上げた。スミスはこれを「ネアンデルタール人の慣習」とこき下ろしているが、チェンスンズでも同様であったと会計時に気付いた際、現金での支払いの代わりに、社会的認知度の高い顧客は単純に勘定書（check）にサインして、請求書を郵送してもらえば済むシステムがあるとわかって感激したといい、次の来店からは既存顧客としてエリートの仲間入りを果たすのだと称賛していた。
その後は業態が衰退していく中で、1995年4月1日に店は閉じられた。閉店後は後述のレーガンの誕生日会のための役割を終えると、アート作品や絵画、ピアノ、食器から調理器具まで、あらゆる物品が店内の宴会場に並べられオークションにかけられた。
チェイスンズの閉店に伴い、かつての常連が業態の衰退についてロサンゼルス・タイムズの紙上で語ったところによると、ハリウッド・リポーターのベテランであるジョージ・クリスティは、夫と比べて妻には常連客の気持ちを推し量ったり粋な計らいをするスキルがなく、オーナーが妻に代わったのを機に客のほうから廃れていったのだとした。一方で同紙上にて、掘っ建て小屋の開店当時からの常連で映画監督のジョージ・シドニーは、アメリカではヨーロッパのレストランのような伝統よりも常にトレンドを追うが、時代が変わっていく中でハリウッドの若者たちは英国式ディナーのような格調高い概念から離れ、「ただ食べることだけ」を目的とするようになったのだと述べている。

### 店主の経歴と悲劇

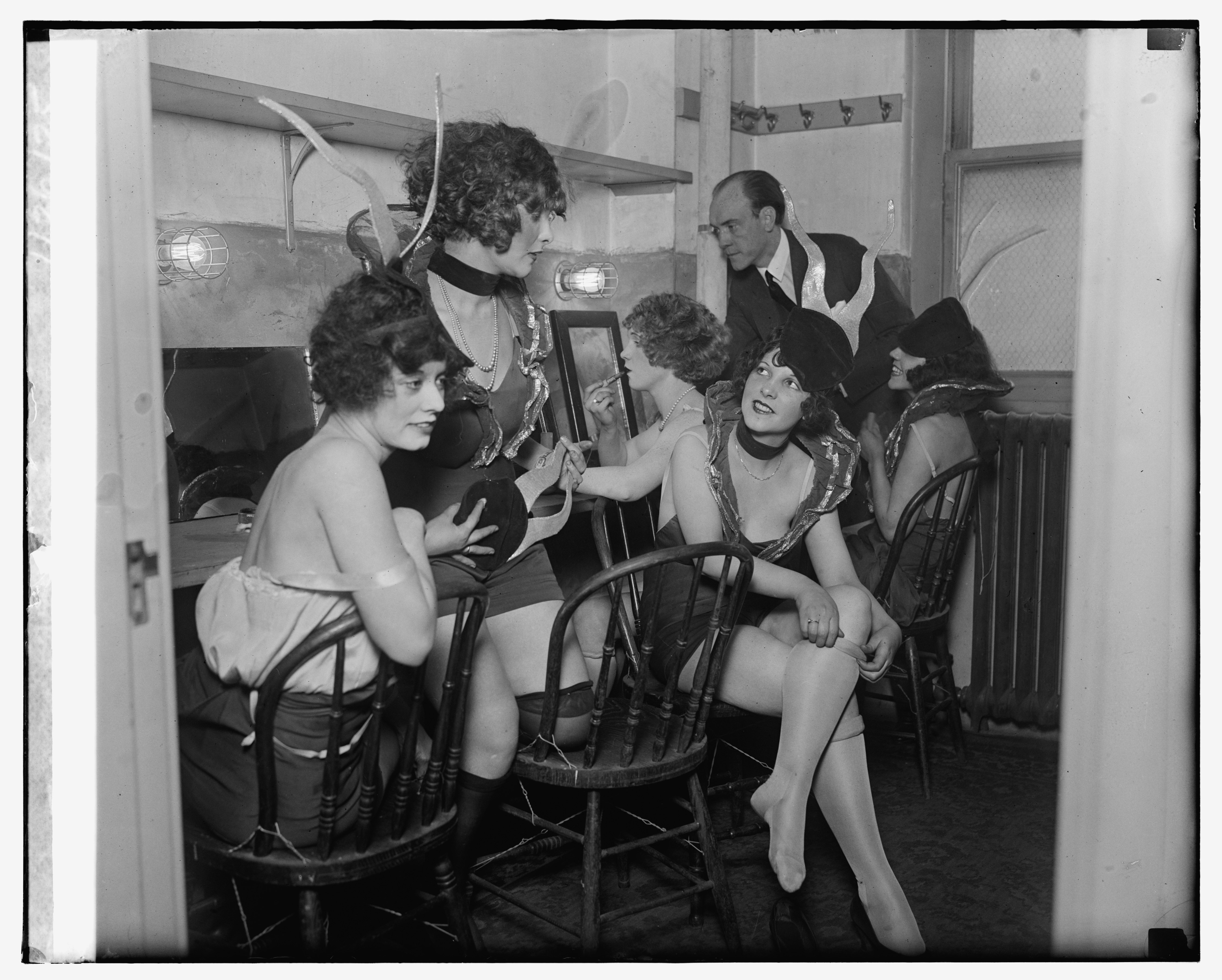
デイヴ・チェイスンが下積み時代に出演した「ヴァニティーズ」の踊り子たち

創業者のデイヴ・チェイスンは帝政ロシア時代の1898年7月18日、ウクライナ南部の黒海に面する港湾都市オデッサに生まれた。8歳でアメリカに移住し成人後にニューヨーク州ポート・チェスターの実家から離れ、1920年からブロードウェイのレヴューに出てキャリアを積んだ。このころにデイヴはテオ・ホリー（Theo Holly）という女優と結婚した。テオとはチェイスンズの開店後まで20年以上連れ添ったが、1940年代になって離婚の調停中に後述する交通事故がもとで彼女は死去した。デイヴは体を張ったヴォードヴィリアンとして定着すると、1923年からジョー・クックとコンビを組んで引き立て役・ぼけ役（stooge）のポジションを確立した。前述のミュージカルでは主役のクックは1931年の閉演後やがてソロとなり、映画に出るためにロサンゼルスに移ったチェイスンは挫折するが、これが転じて自身の名を後世に残すチェイスンズの成功に繋がった。1973年6月16日、74歳でロサンゼルスの自宅にて死去した。死因はがんだった。その後は妻のモード・キング・チェイスン（Maude King Chasen）が後継者となった。
モード・キングは1904年5月20日、現在はKFCコーポレーションの本拠地として知られる、ケンタッキー州北西部のルイビルに生まれた。
幼いころに母親を亡くし、ジョージア州オールバニで2人のおばによって育てられた。12歳から日曜学校の講師を務め女性解放思想を持つようになると、当時のジョージア州で唯一女性が自立可能なキャリアであると考えた教育者を志し、18歳までに大学で教育を受け学校で教えるようになった。やがて教育者としてルイビルのデパートに書籍コーナーがないのに意見すると、自らが売り場担当の責任者になることで開設させた。それからハリー・マーティンという人物と結婚し、1927年にルイジアナ州ニューオリンズで一人娘のケイ（キャサリン）を生むが、ケイはウェストバージニア州バックハノンのハリーの母親姉妹にあずけられた。モードとハリーはケイが幼いころに離婚した。その美貌やセールスの腕を見込まれたモードは、美容師の勧めで美容の道へ進んでキャリアウーマンとなり、フランスへの遊学、シカゴのラジオ出演や写真モデルなどの活動を経て、ニューヨークマンハッタンの百貨店・サックス・フィフス・アベニュー内にあるビューティーサロンで、受付兼総支配人に落ち着いていた。

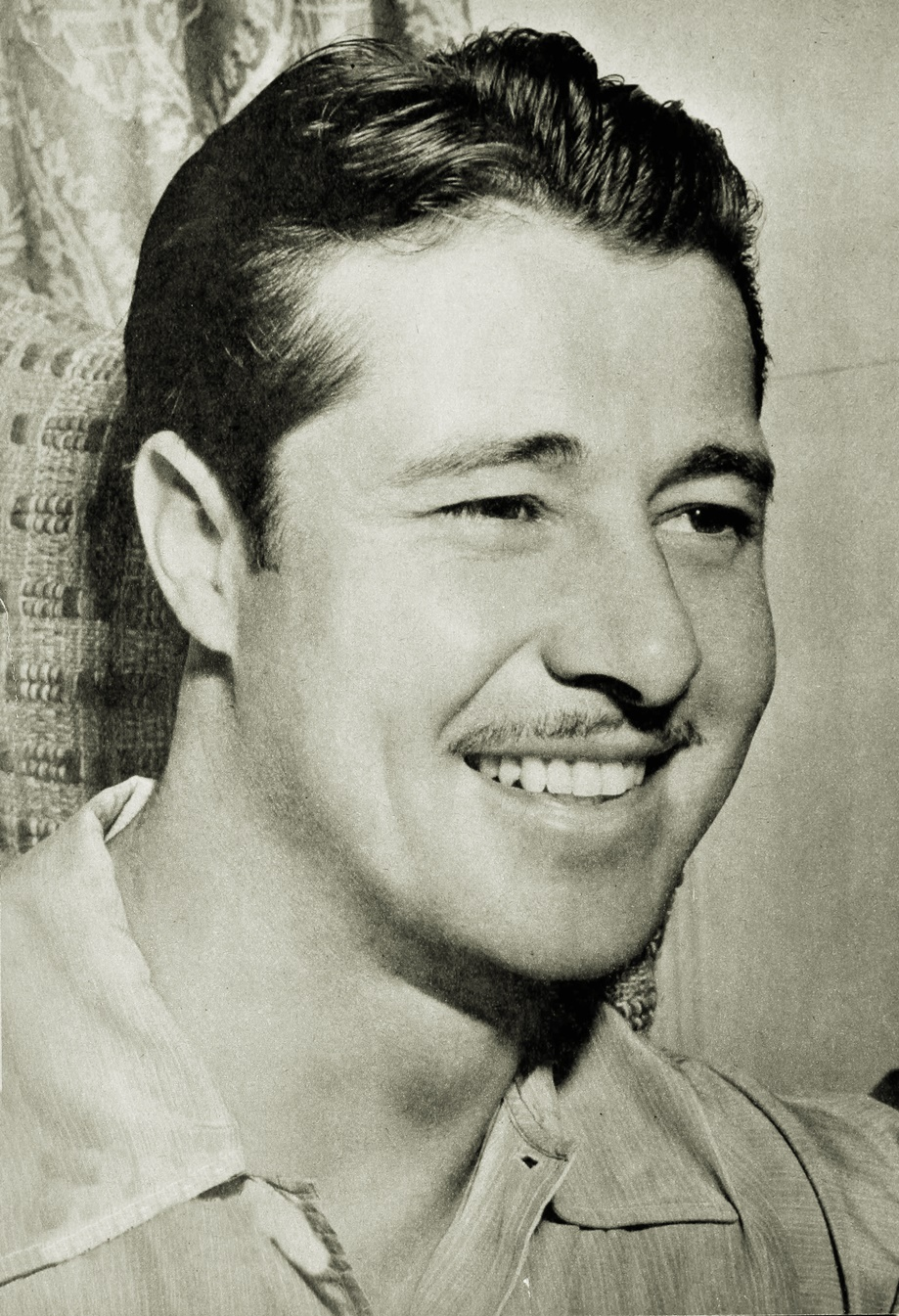
喜劇役者のドン・アメチー

モードは仕事で飛び回っていた時期にロサンゼルスを訪れた際、ヴォードヴィリアン出身で映画俳優として成功したドン・アメチーとその妻からデイヴ・チェイスンを紹介された。最初は内気な性格のデイヴに惹かれはしなかったというが、モードのことが気に入った彼から押されまくって付き合いがはじまる。モードは南カリフォルニアに住んでみたいと思っていたこともあり、家を建てて移り住んだ。デイヴとは後述の出来事のあと1942年に結婚した。1973年に亡き夫の後を継いでから1995年の閉店までチェイスンズのオーナーを務め、娘と3人の孫、5人のひ孫を残し、2001年12月8日、97歳で亡くなった。死因は肺炎だった。二人の墓は観光客が多く訪れるフォレストローン・メモリアルパークに並んである。
チェイスンズの閉店後、モードが存命中の1990年代後半にデイヴ・チェイスンの相続人としてたびたび報道されているのが、後述するスコット・マッケイ（Scott McKay）という実業家である。「デイヴとモード・チェイスンの孫」と称されるが、モードの孫ではあってもデイヴとの血の繋がりはない。
モードが1927年に生んだ一人娘であるケイは、ユニバーシティー高校を経てカリフォルニア大学ロサンゼルス校で優秀な成績をおさめ、途中、猩紅熱で半年間闘病生活を送り左耳の聴力をほとんど失うも文学士号を取得した。同校ではフラタニティのカッパ・アルファ・シータに所属し、母親譲りの美貌で1949年のミスUCLAにあたるベル（Belle of UCLA）にも輝いた。ケイは大学を卒業後デヴィッド・スミスという人物と結婚し、1953年にマイケルという長男を生むが直後にスミスとは離婚した。1960年、ケイはハンサムな海軍パイロットで発明家のトーマス・ローン・マッケイに出会い、二人は1962年に結婚し数年後に前述の次男のスコットと長女のダイアンを生んだ。長男のマイケルはハーバード大学を卒業するが東海岸に定住したまま寄り付かなくなり、家族とはほとんど音信不通となった。その後のケイはキャサリン・メイ・マーティン・マッケイ（Katherine May Martin McKay）として慈善活動をしながら夫のトムを2000年に亡くすまで支え、2017年に90歳で死去した。
デイヴがモードを妻とする経緯はデイヴの姪で、ダイアナ妃やロナルド・レーガンをはじめとする数多くの著名人の伝記を書いた著述家・全米作家協会元会長のアン・エドワーズが2012年に出版した自身の回想録に記している。
デイヴは1940年代に入ってから新たに前述のサックス・フィフス・アベニュー内で洒落たランチルームを出店していた。少し経ったある日、チェイスンズがディナーの仕込でいわゆる準備中の店を閉めている時間に、当時の妻で前述のテオがデイヴに話があって予告なしに店を訪れた。テオは勝手口から厨房に入って従業員にデイヴはどこにいるのかとたずねたが、誰からも反応がなかった。ようやく一人の従業員が事務所に居ると答えたので、裏から回って事務所に通じる階段のほうへ向かうとテオはデイヴの名を呼んだ。デイヴは「今行く」と答えたのでテオが階段を上り始めると、金髪の女性が全裸で衣服を引きずりながら事務所から出てきて、向かいにあるリネン庫に向かって廊下を横切ったのを見た。直後に服がやや乱れたデイヴが事務所から出てきて廊下に立ったので、テオはリネン庫の中を確かめるために近寄ると彼を押し退けてドアを開けた。そこには（金髪の）魅力的な女性が半裸で立ちすくんでいた。
デイヴがヴォードヴィリアンの下積み時代にはテオはダンサーをしながら家計を支え、ビバリー・ブールバードに掘っ立て小屋の店を開いた当時には、キッチンで調理の手伝いをするなど働き者であったといい、20年以上もの間ひたすら夫に尽くしてきた。それでも、テオは涙をのんで誰の目にも魅力的な金髪の女性、モードにデイヴを譲ることになった。テオはそれから3週間後に離婚の調停に進むが、財産分与を放棄し扶養料だけを求めることで話はすぐについた。ところが、テオがタクシーで裁判所に行って帰る途中、乗っていたタクシーが小型トラックに幅寄せされ電柱に激突、車外に投げ出された彼女は重傷を負って救急車で病院に運ばれた。テオのけがの程度は両足の数か所を骨折しており、手当てを受けて大事に至らずに済んだと思うのもつかの間、肺炎を併発してそのまま帰らぬ人となった。その後、デイヴはモードと再婚した。
翌年の1943年、エルンスト・ルビッチが監督した唯一のカラー映画で20世紀フォックスから配給された喜劇『天国は待ってくれる』が公開され、前述のドン・アメチーが主役級のプレイボーイ役で出演した。一度は妻に逃げられても懲りずに女遊びがやめられない男が結婚25年目に妻を亡くし、やがて自分も死んで天国か地獄かの行き先を決める裁きを受けることになるが、本人は地獄行きは仕方ないとあっけらかんとしていたものの、長年連れ添った妻が最愛の女性だったのには違いないと閻魔大王から許しを受け、男は妻が待つ天国行きになるというストーリーであった。

### 政治やイデオロギー

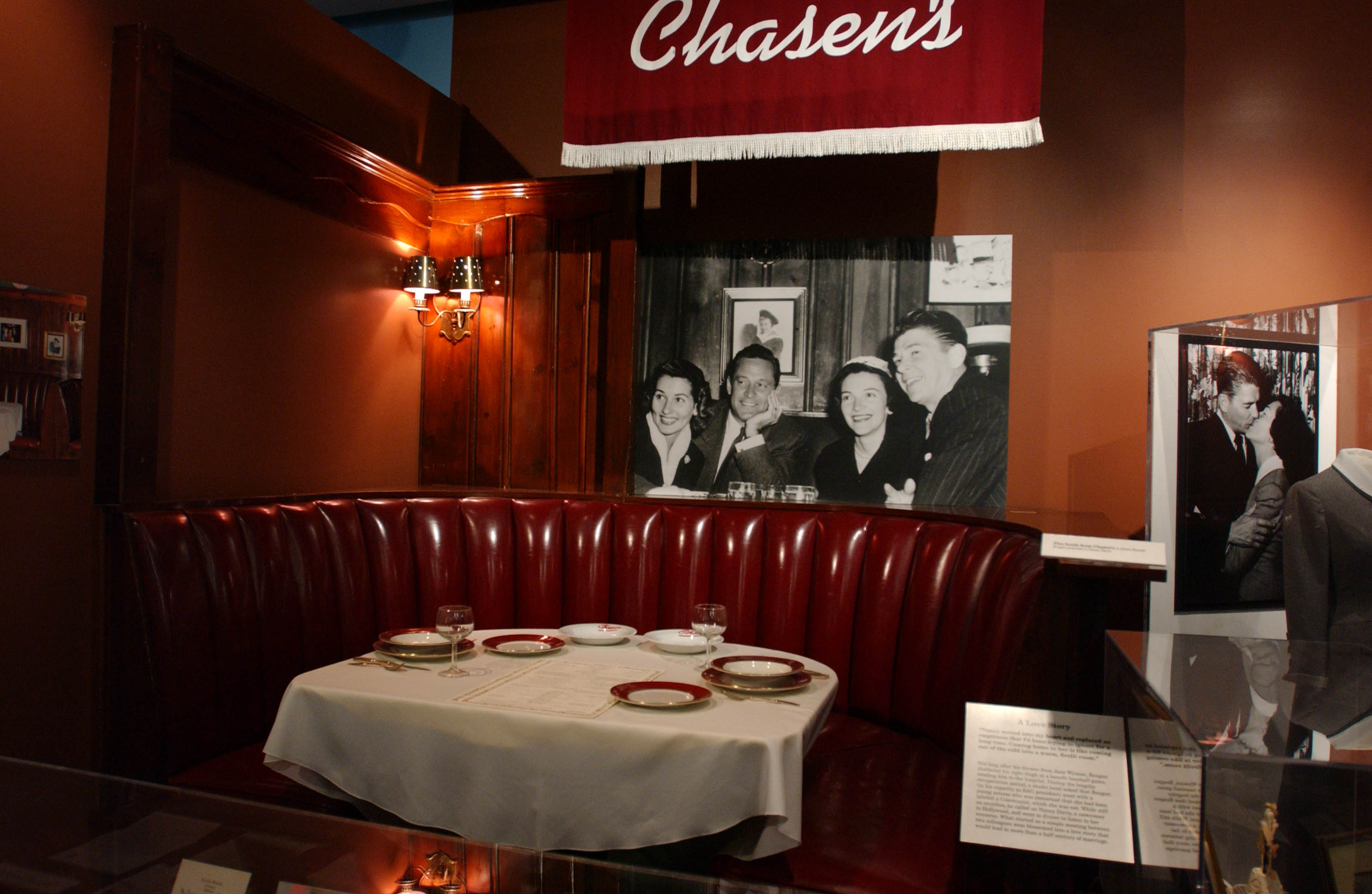
ロナルド・レーガン大統領図書館に温存されているレーガンのブース

1981年8月3日、連邦航空管制官組合（Professional Air Traffic Controllers Organization、PATCO）の構成員である航空管制官1万人以上がストライキを行った上に、職場復帰命令に従わなかったとして大統領令により一斉解雇された。それまではタフト＝ハートリー法に抵触する連邦公務員等のストライキが黙認されてきたのに対し、断固たる措置をとった大統領は就任して間もない共和党のロナルド・レーガンであった。同年11月、ヨルダン国王・フセイン1世が訪米した際、チェイスンズはレーガンのキッチン・キャビネットに関与しているとして、ワシントン・ポストが報じた。閉店後の1996年、チェイスンズはレーガンの85歳の誕生日を祝うためにケータリングの場として一時的に営業を再開し、映画界や政界の大物たちが集まった。数年前からレーガンがアルツハイマー病を患っていたのに夫人が配慮し、大勢で集まるのを避けてプライベート形式にしたのだというが、当のレーガン本人は自宅に閉じこもったままで会場には姿を見せなかった。

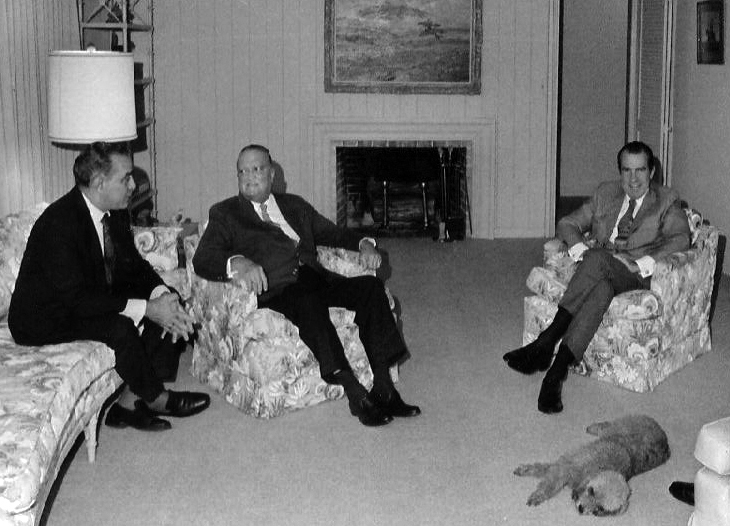
左からレボゾ、フーヴァー、ニクソン

1982年3月のタイムで、かつて共和党のニクソン政権とフォード政権において最重要ポストを務めたヘンリー・キッシンジャーが、ウォーターゲート事件やニクソンの人柄を振り返り寄稿した際に、チェイスンズを訪れたことに触れている。アメリカ大統領としては前代未聞の引責辞任をしたニクソンのよき理解者であるキッシンジャーは、当時を回想する中で事件が起こる前の1970年の夏の土曜の午後のことを語った。キッシンジャーがロサンゼルス近郊のヨーバリンダにあるニクソンの生家へ案内される前に、ニクソンとはかねてよりの親友で行動を共にしていたキューバ系移民の銀行家・ビービー・レボゾと一緒にチェイスンズに立ち寄ってディナーに招かれたという。「リチャード・ニクソン大統領図書館および博物館」のサイトで公表されている日誌では同年8月1日土曜の記録と一致する。その後も1972年7月、ワシントン・ポストに事件をすっぱ抜かれて窮地に立たされている最中に、ニクソンはチェイスンズを訪れて何事もなかったようにサーロインステーキを注文し、牛肉の価格の上昇の影響で値上げを余儀なくされているレストランの近況を語った。このときニクソンに同伴していたのはキッシンジャー、レボゾに加えて、やはりニクソンの親友で発明家・共和党の政治活動家のロバート・アブプラナルプであったとニューヨーク・タイムズが報じた。
デイヴ・チェイスンの死から4か月後の1973年10月、ニクソンによる「土曜日の夜の虐殺」の直後に、前述のハワード・ヒューズが元FBI・CIAで彼の右腕であるロバート・マヒウに宛てた指示のメモの存在が公表され、ニューヨーク・タイムズがこれを報じた。この時と1975年3月の同紙による報道で、ニクソンとヒューズの資金の受け渡しがレボゾを介していたことが明らかにされた。マヒウは1970年12月にヒューズから解任されるが、キッシンジャーの回想と重なる同年8月、マヒウの解任に先立ってCIA工作官のエヴェレット・ハワード・ハントを雇い入れていた。ニューヨーク・タイムズはいずれの報道においても、ヒューズのラスベガス開発対米国司法省反トラスト局、ラスベガス開発に影響を及ぼすネバダでの核実験の中止を求めていたヒューズ対アメリカ原子力委員会といった、二重の対立への対策がニクソンを支援して抱き込んだ動機としている。2005年になってCBSが、マヒウはヒューズに17年間雇われていたにもかかわらず、隠士となった彼を見たことがないに等しかったのを明らかにしている。

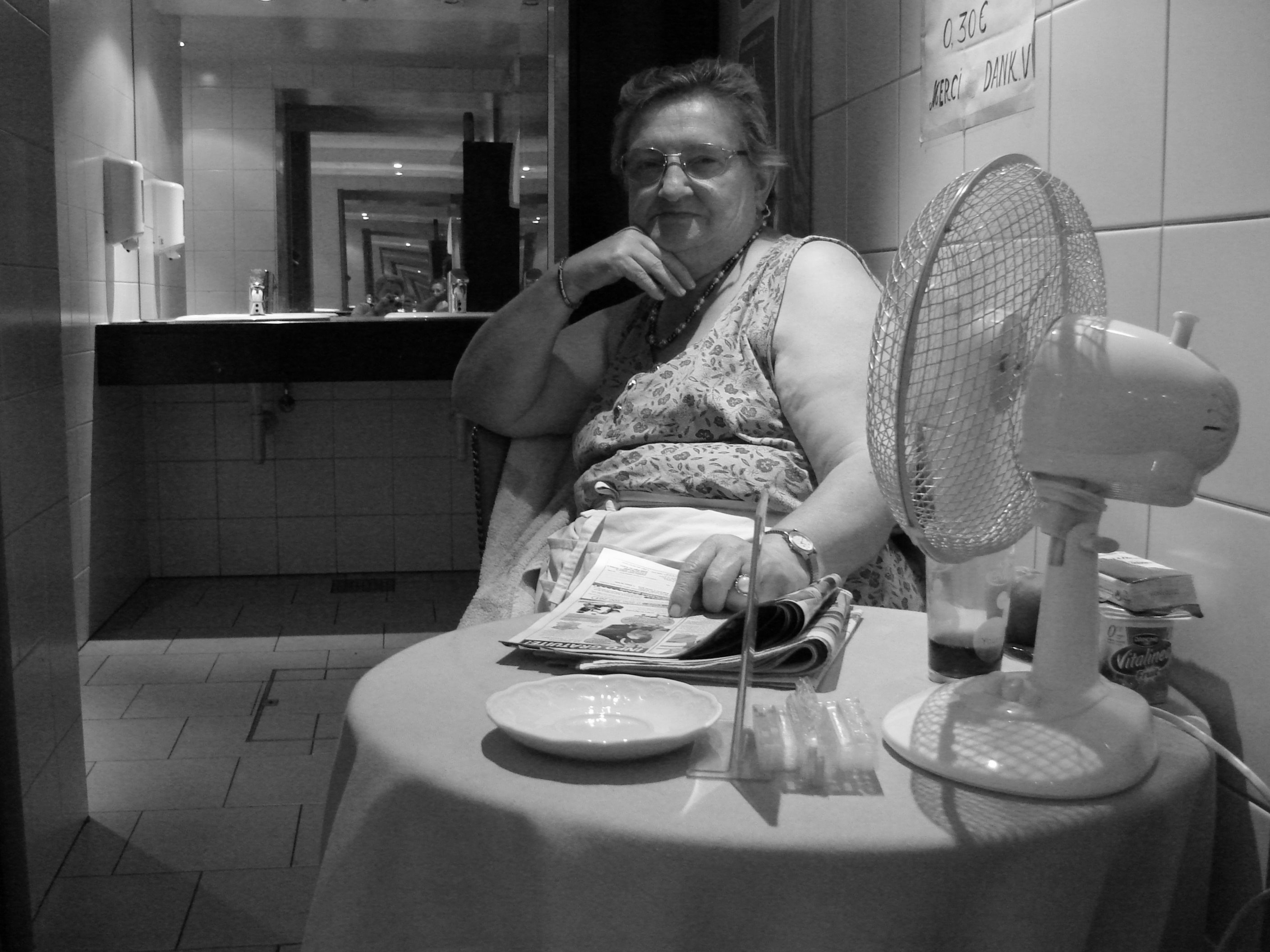
ベルギーのカフェで働くトイレの係員の女性（英語版）

1983年、「ディスコの女王」と称されるドナ・サマーは、賃金のジェンダー・ギャップやシングルマザーの現状を訴え、ミュージック・ビデオでフェミニズム色を打ち出した楽曲「情熱物語 （She Works Hard for the Money）」をリリースした。この作品はチェイスンズで女性用トイレの係員として働く女性、オネッタ・ジョンソン（Onetta Johnson）と出会ったサマーの実体験に着想を得て制作された。サマーはグラミー賞のアフターパーティーの会場としてチェイスンズを訪れていた。ジョンソンは女性客のコーディネーターの役割もあり、セレブたちの不意な鼻毛の処理まで任されるのを日課にしていたという。
1985年6月に米国各地の資金調達ディナーの類いの話題を数多く取り上げたロサンゼルス・タイムズの紙面の中で、チェイスンズはたびたび登場する。
まず最初に出てくるのが、W・M・ケック天文台に名を残す石油王のウィリアム・マイロン・ケックの孫で実業家・慈善家のウィリアム・マイロン・ケックJr.が主催する、共和党の上院議員・大統領候補のボブ・ドールのための政治資金パーティーであった。
次がロサンゼルス郡地方検事のアイラ・ライナーのためのファンドレイジングで、当時騒がれていたリチャード・ラミレスによる凶悪事件が激化する直前の時期だった。のちに有罪となるラミレスは同年8月に逮捕され翌9月にはライナーによって起訴された。しかし、1982年に『トワイライトゾーン/超次元の体験』の撮影中の事故で起訴されたジョン・ランディスらは、1987年5月に無罪となった。加えてライナーが起訴したマクマーティン保育園裁判が無罪になったことで批判を浴び、1990年の州検事総長の民主党予備選挙で敗北。さらにロドニー・キング事件も無罪になって1992年の地方検事の再選からも脱落した。
元祖「政治コンサルタント」のジョー・セレルの50歳の誕生日を祝うパーティーの会場にもなった。主催者はのちにサンフランシスコ市長となる民主党のカリフォルニア州議会議長・ウィリー・ブラウンと共和党のカリフォルニア州議会上院議員・ウィリアム・キャンベル（英語版）であった。セレルはもともと南カリフォルニア大学の民主党員で、ジョン・F・ケネディの大統領選ではカリフォルニアのキャンペーン・マネージャーを務めた。

### 閉店後に続く余韻
1997年に投資家のグレイディ・サンダース（Grady Sanders）がチェイスン家から名称を買い取り、ビバリーヒルズで新たなチェイスンズをオープンさせた。しかし、このレストランは経営が低迷し2000年に閉店している。
1999年10月に完全閉鎖し、往時の建物はビバリー・ブールバード側を除いて取り壊されたが、跡地には食料品店のブリストル・ファームが建てられた。この店のカフェにはチェイスンズのブースのいくつかが保たれており、羽目板の現物の一部が活かされた壁には当時の時代物の写真も残されている。

### チェイスンズのチリ

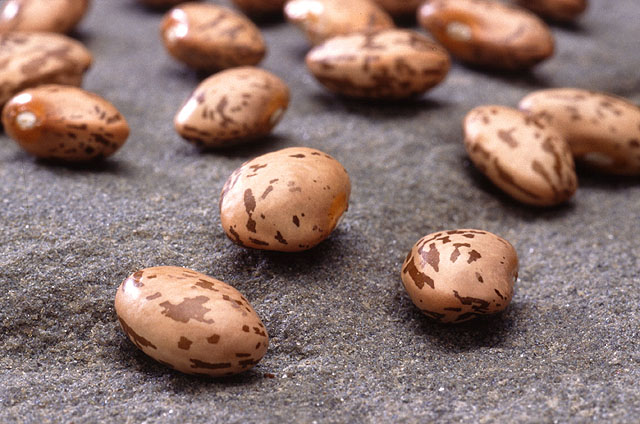
ピントビーンズ（うずら豆）

チェイスンズのチリは、ヴォードヴィル時代のデイヴ・チェイスンが巡業中に独自に開発したものだという。レシピについては自分だけの秘密にしておくために店では誰もいない日曜日に一人で作っていた。1940年にメニューから削除されたが、それでも根強いファンから頼まれればこころよく提供するという、いわゆる裏メニューとして継続された。この料理には欠かせないチリパウダーは単品の唐辛子粉末だけではなく、ニンニク、クミン、オレガノ、パプリカなどがブレンドされたミックススパイスを指すが、製品化されたのは1890年代にGebhardtが発売したものが最初とされ、アメリカではオーソドックスなチリパウダーとしてシェアを獲得し現在でも残っている。秘密のレシピはその後、様々な新聞で取り上げられ珍しいものではなくなったが、時期によって細部に若干の違いが見られる。個人間では1965年ごろにカレッジ・オブ・サンマテオの教員がサンフランシスコのラジオ局・KSFOのDJを通して入手したという話があった。

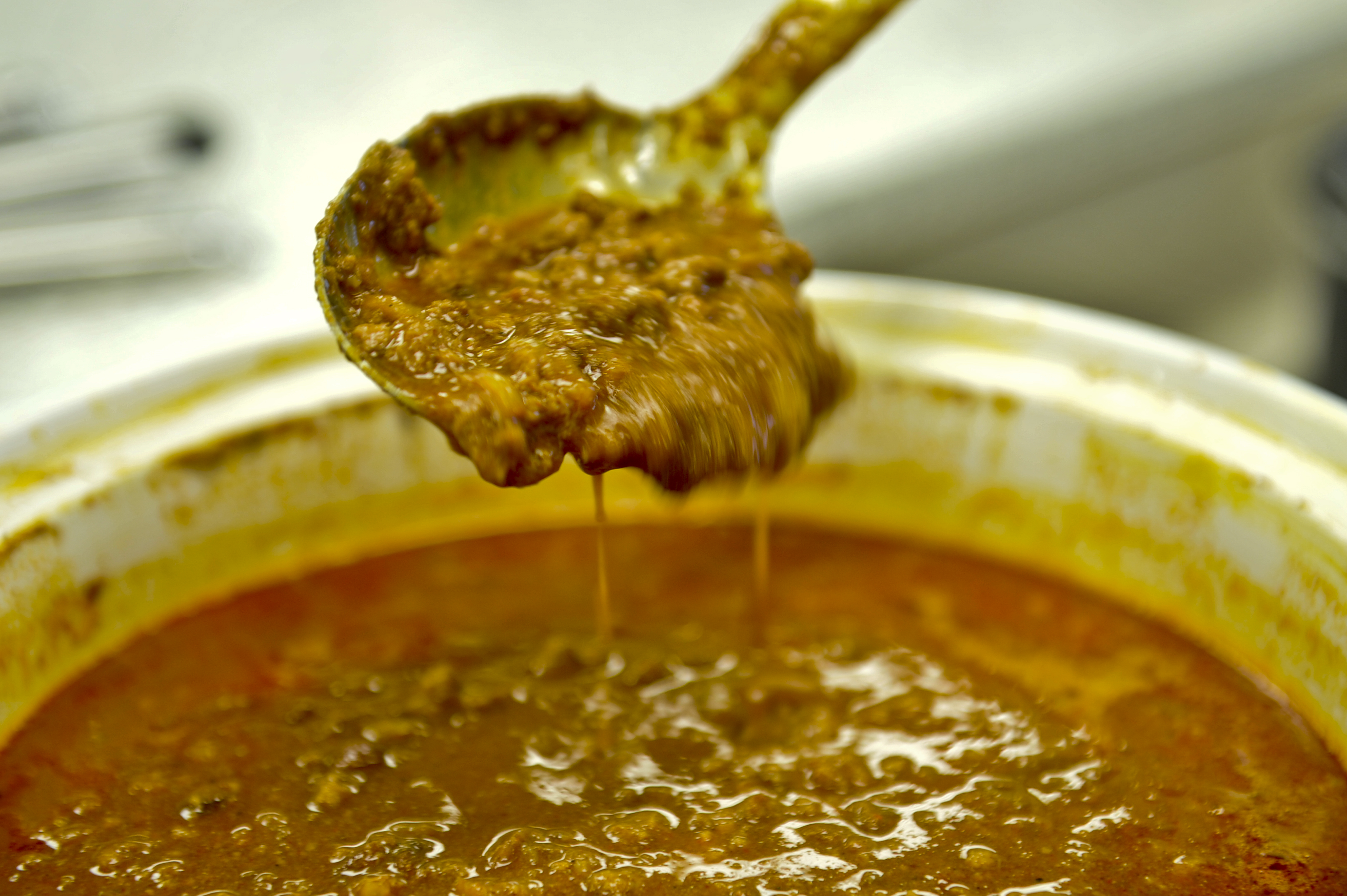
肉に拘った豆なしのチリ

まずはインゲンマメの中でも乾燥ピントビーンズ（うずら豆）を煮汁を捨てながらよく茹でたものとダイスカットトマト缶やタマネギのみじん切り、たっぷりのバターが入るが、チリパウダーと肉は概ね以下の3とおりに分かれる。
- 前述1965年ごろのレシピでは、Schilling[注 12]のチリパウダーに牛チャック（ほぼ肩ロース）の粗びきと豚赤身ひき肉を使用[69]。
- 厳密な2008年のロサンゼルス・タイムズのレシピによれば、Gebhardtのチリパウダーに脂身をよく取り除いた牛チャック・センターカット[注 13]と豚肩ロースそれぞれ1センチ前後（1/4インチから1/2インチ）にカットしたものを使用[9]。
- 近年の2016年の復刻版レシピ集などで見られるのは、指定なしのチリパウダーに牛チャックと豚肩ロースのそれぞれ1センチ前後にカットしたものを使用[68]。

他はチリパウダーにあらかじめブレンドされているクミンや圧搾したニンニク片のスパイスを追加する点などほぼ共通している。チリコンカーンはスペイン語で肉入り唐辛子（ソース）の英語読みであるが、アメリカの著名なフードライター・ロブ・ウォルシュは、これに豆を入れるのは正統派のテキサス人にとっては邪道であり、麻婆豆腐をも巻き込んで長い論争の的にもなっていると述べている。前述のGebhardtの考案者はテキサス州ニューブローンフェルズのドイツ系移民であるが、ウォルシュは当時そのままなのがテキサススタイルなのだといい、“大戦中”の肉の配給制に対応するのに豆入りが派生したのだと主張している。実際にはアメリカ政府の公的な記録で肉の配給制の実施は第二次大戦中の1942年5月が最初とされており、デイヴ・チェイスンのヴォードヴィル時代やチェイスンズが開店した1930年代よりも後のことになる。各方面ではアメリカ南西部からカリフォルニア州を独立したものとして除外する向きがあるが、チリに限っては各地域の具材で発展したものもあれば、コンテストや名店の秘伝のレシピとして創作され高い支持を得て定着したものあり、テキサス州から東側はこの豆論争で同州の立場にたつ傾向があるののの、商業的な拘りは肉の種類のほうにある。
チェイスンズのチリの味の秘訣については、前述のクロリス・リーチマンが自伝でエリザベス・テイラーとのやり取りの中で触れている。リーチマンは大人数で食べる自家製のチリを作るのを得意としていたが、ある時うっかりして少し焦がしてしまった。そこで四つ割にしたジャガイモに焦げを吸着させ取り除いてみたところ、変った味のものが出来上がったので大切な客人たちに振る舞ってみると好評だった。この独特の風味や食感をもとに豆を3通りの不均等な方法で調理し、肉なしでも肉が入っているかのように工夫したものを完成させた。数年後にこれを自宅のディナーに誘ったテイラーに振る舞うと、リーチマンの考案を疑ってチェイスンズから出前を取ったに違いないと言われた。実際にテイラーはチェイスンズから出前を取ってディナーを開くことがあったと彼女の伝記に書かれている。チリのコンテストでは名店のオーナーシェフが豆なしのチリの隠し味としてココア、つまり香ばしいロースト豆を入れたことを2016年に公表している例もある。

### ユダヤ教との関係

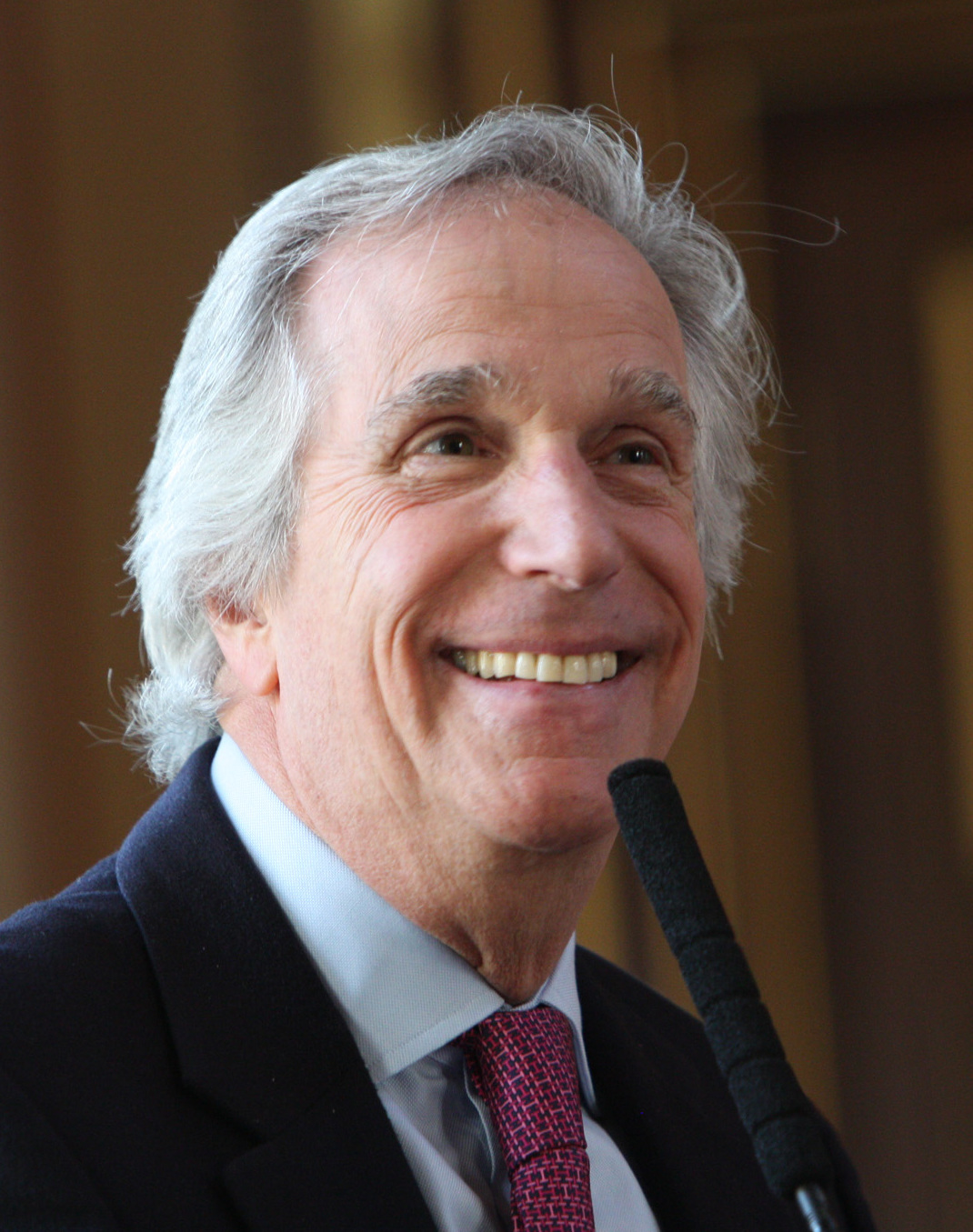
ヘンリー・ウィンクラー

テイラーは1950年代にユダヤ教に改宗しているのがよく知られているが、ユダヤ教の食物規定であるカシュルートでは豚肉、乳製品と肉の組み合わせが禁じられている。チェスンズでは過越の祭の厳格なメニューにも対応しており、1980年代は当時のキャピトル・レコードの副会長夫妻が主催し、ロリマー・フィルム・エンターテインメントのCEOで映画・テレビのプロデューサーのバーニー・ブリルスタイン、映画プロデューサーのメイス・ニューフェルド、女優のサリー・ストラザース、俳優・声優・映画監督・映画プロデューサーのヘンリー・ウィンクラーなどが参加していた。
アメリカのユダヤ人は例としてユニバーサル映画の創立者・カール・レムリが挙げられるようにアパレル産業を既得権益とする一方で、ヴォードヴィルを主とするイディッシュ語を交えたユダヤ人コミュニティの演芸からハリウッドを興した経緯があるが、今日に至る映画産業が確立するまでにキリスト教の上流階級が軽蔑して近寄らなかったため、近年に多様化するまでビジネスとして独占し得たのだとされている。同様の研究は『創造の狂気 ウォルト・ディズニー』などの著者でアメリカのジャーナリスト・作家・映画評論家のニール・ガブラーが著名であるが、ガブラーは1988年の著書『An Empire of Their Own: How the Jews Invented Hollywood（英語版、独自の帝国: ユダヤ人がいかにしてハリウッドを発明したか）』以降もチェイスンズに1990年代のロサンゼルスとハリウッドの新陳代謝そのものが反映されているとして、閉店するまで研究の対象にしつつ追っていた。
また、1994年に『ハリウッド帝国の興亡: 夢工場の1940年代』を出版したジャーナリスト・作家・歴史家のオットー・フリードリックも1986年の著書『City of Nets: A Portrait of Hollywood in the 1940's（網の街: 1940年代のハリウッドの肖像画）』で「1940年代のアメリカに蔓延した反ユダヤ主義がいかに残酷であったか」を回想している。中でもノーベル文学賞を受章する前のアーネスト・ヘミングウェイはハリウッドの大物プロデューサーに対し、面と向かって「ヒーブ（hebe）」というユダヤ人の蔑称を浴びせていたと記している。